# ボレミトール
ボレミトール(Volemitol)は、天然に存在する7炭素の糖アルコールである。紅藻、菌類、蘚類、地衣類等、植物界に広く分布する。また、大腸菌のリポ多糖中にも見られる。サクラソウ属等のいくつかの高等植物では、ボレミトールは、重要な生理学的な役割を果たしている。その役割には、光合成産物、師部の移行、炭化水素の貯蔵等がある。
この物質は、天然の甘味料として用いられる。
ボレミトールは、1889年にフランスの化学者エミール・ブルクロがチチタケから最初に単離した。